# Gustav Tugendreich

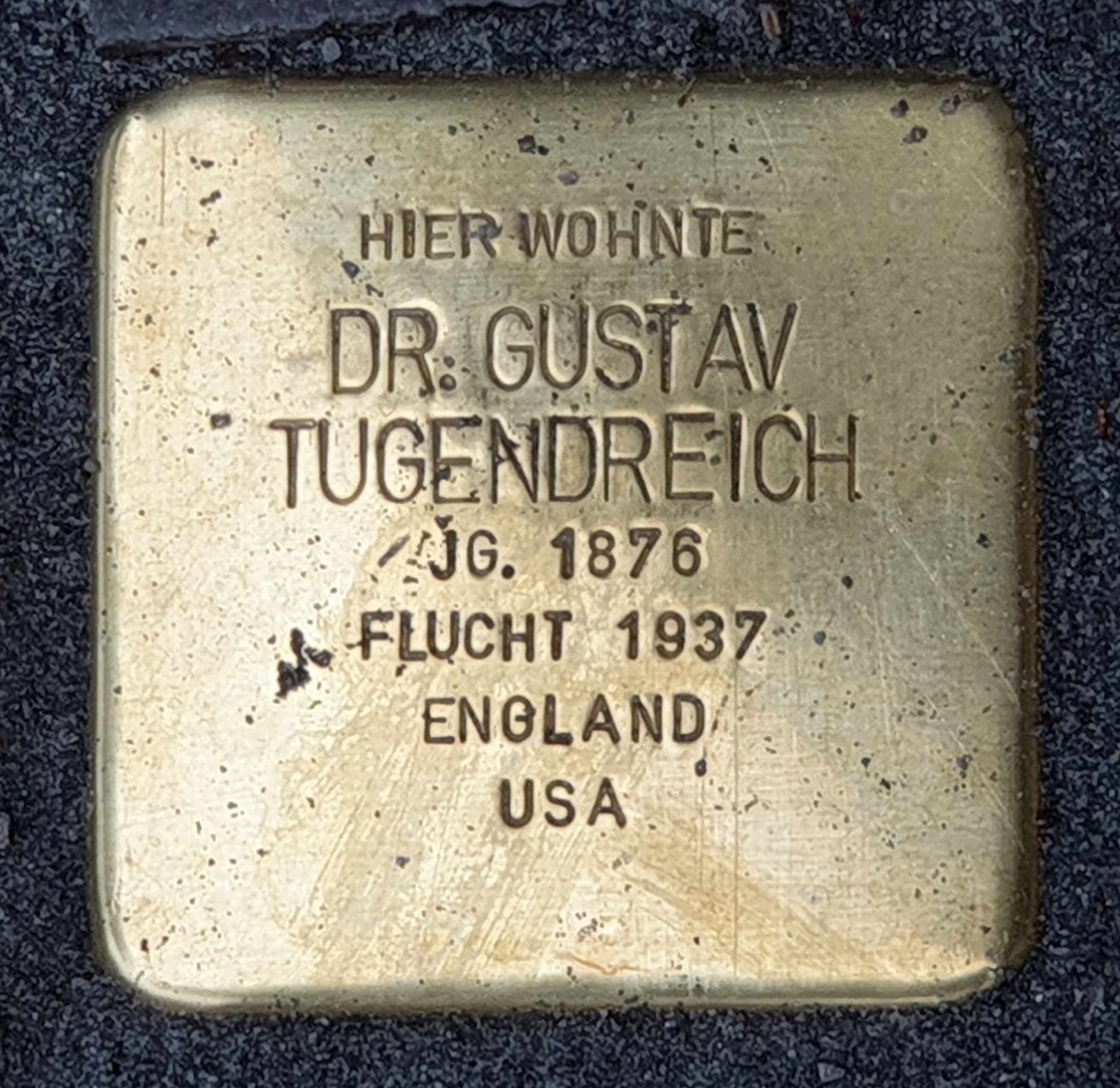
Stolperstein vor dem Haus, Reichsstraße 104, in Berlin-Westend

Gustav Tugendreich (* 21. Oktober 1876 in Berlin; † 21. Januar 1948 in Los Angeles) war ein deutscher Kinderarzt und Sozialhygieniker. Zu seinen herausragenden Werken zählen das Handbuch Die Mutter- und Säuglingsfürsorge sowie der gemeinsam mit Max Mosse herausgegebene Sammelband Krankheit und soziale Lage.

## Leben
Gustav Tugendreich studierte von 1896 bis 1900 Medizin in Berlin und München. Im Mai 1901 erhielt er in Berlin die Approbation, 1902 wurde er in Leipzig mit einer Doktorarbeit zur Krebsstatistik promoviert. Nach Abschluss seines Studiums arbeitete er in Berlin zunächst in der pathologisch-anatomischen Anstalt des 1890 eröffneten städtischen Krankenhauses Am Urban unter Carl Benda. Danach wandte er sich endgültig der Kinderheilkunde zu und war insgesamt vier Jahre Assistenzarzt zunächst bei Heinrich Finkelstein am Städtischen Kinderasyl und Waisenhaus und dann bei Adolf Baginsky am Kaiser- und Kaiserin-Friedrich-Kinderkrankenhaus. Im Jahr 1906 übernahm er die Leitung einer neugegründeten städtischen Berliner Säuglingsfürsorgestelle. Er war von 1919 bis 1921 Leiter der Sozialhygienischen Abteilung am Hauptgesundheitsamt in Berlin.
Bis zu seiner Entlassung wegen seiner jüdischen Herkunft nach der NS-Machtübernahme 1933 leitete er die Säuglingsfürsorge in Berlin. Als sich die Situation seiner Familie zunehmend verschlechterte, ging Tugendreich 1937 zunächst nach London, bevor er mithilfe der amerikanischen Quäker in die USA emigrierte. Seine Frau und seine beiden Kinder konnten erst wenige Monate vor Kriegsbeginn nachfolgen.
Tugendreich forschte zu sozialen Ursachen von Krankheiten und den Möglichkeiten der Krankheitsprävention. Er propagierte die Kleinkinderfürsorge und systematische Vorsorgeuntersuchungen.
Am 13. Juli 2019 wurden an seinem ehemaligen Wohnort, Berlin-Westend, Reichsstraße 104, Stolpersteine für ihn und seine Familie verlegt.